# Dióxido de selênio
Dióxido de Selênio é um composto químico com a fórmula SeO2.Esse sólido incolor é um dos mais frequentemente encontrados compostos do selênio.

## Propriedades
O vapor de SeO2, se inalado pode causar queimaduras no nariz e na garganta. O dióxido de selênio gasoso adota uma estrutura muito semelhante ao do dióxido de enxofre.

## Preparação
Dióxido de selênio é preparado pela oxidação do selênio pela queima no ar, ácido nítrico ou pela reação com peróxido de hidrogênio, mas talvez a preparação mais conveniente seja pela desidratação do Ácido Selênico.
3Se + 4HNO3 + H2O  → 3H2SeO3 + 4NO
H2O2 + Se  → SeO2 + H2  United States Patent #2,616,791
H2SeO3 ⇌  SeO2 + H2O

## Usos

### Como um corante
Dióxido de selênio transmite uma cor vermelha ao vidro: ele é usado em pequenas quantidades para neutralizar a cor azul cobalto, devido às impurezas e de modo a criar (aparentemente) vidro incolor. Em maiores quantidades, ele dá uma profunda cor vermelha rubi.
Dióxido de selênio é o ingrediente ativo em algumas soluções frio-azulado.
Também é utilizado como um toner no desenvolvimento fotográfico.